# 有声歯茎摩擦音
有声歯茎摩擦音（ゆうせい しけい まさつおん、英: Voiced alveolar fricative）は、子音の一分類である。舌端と歯茎で隙間を作って起こる摩擦の音。これらの音を表わす国際音声記号は歯擦音（sibilant）を表わしているか非歯擦（non-sibilant）摩擦音を表わしているかどうかで異なる。
- 歯茎歯擦音の記号は ⟨z⟩、等価なX-SAMPA記号はzである。IPA文字 ⟨z⟩ は補助記号によって修飾されていない限り、狭義の転写における歯音や後部歯茎音の歯擦音（それぞれ ⟨z̪⟩ と ⟨z̠⟩）には通常使用されない。
- 歯茎非歯擦摩擦音の記号は補助記号を使って導かれ、 ⟨ð̠⟩ または ⟨ɹ̝⟩ と表記することができる。

|        | 歯 | 歯-歯茎 | 歯茎  | 後部歯茎 | 後部歯茎    | 後部歯茎    | 後部歯茎 |        |
| 後方化 | 歯 | 歯-歯茎 | 歯茎  | そり舌   | 硬口蓋-歯茎 | 歯茎-硬口蓋 |          |        |
| ------ | -- | ------- | ----- | -------- | ----------- | ----------- | -------- | ------ |
| 平     | z̪  | z̄       | z͇     | z̠        | ʐ           | ʒ           | ʑ        | 歯擦   |
| 平     | ð  |         | ð̠/ð͇/ɹ̝ |          | ɻ̝           |             |          | 非歯擦 |
| たたき |    |         | ɾ̞/ɹ̝̆   |          |             |             |          | 非歯擦 |

## 言語例
この子音は多くの言語に見られる。
- 日本語 - あざ [aza]。日本語においては母音に挟まれた /ザ/, /ゾ/ などの頭子音に現れる。日本語では /ザ/, /ゾ/ などが語頭および「ん」の後に来たり、ゆっくり発音されたりすると有声歯茎破擦音 [d͡z] になることがある。
- 英語: zero [ziːroʊ], Zで表される。
- ロシア語: Зで表される。
- 韓国語: 中期朝鮮語の子音であるㅿ。

## 有声歯茎歯擦音
有声歯茎歯擦音（voiced alveolar sibilant）は、ヨーロッパの言語では一般的であるが、言語横断的には無声変種に比べて比較的珍しい。世界の言語のうち、有声歯または歯茎歯擦音を含む言語は約28%しかない。さらに、同じ形式の [z] を持つ言語の85%は、ヨーロッパ、アフリカ、または西アジアの言語である。

### 特徴
- 調音方法は歯擦摩擦であり、これは一般的に調音位置に至るまで舌の後ろの溝に沿って空気の流れを向かわせ、調音位置でほぼ食いしばった歯の鋭い縁に対して集中させ、高周波数の乱流を引き起こすことによって生み出されることを意味する。
- [z] には少なくとも3種類の特異的な変種が存在する:
  - 歯音化した舌端歯茎—（一般に "歯" dental と呼ばれる）。これは、上前歯に非常に接近した舌端を使い、舌尖は下前歯の後ろに置かれた状態で調音されることを意味する。この [z] の変種におけるスー音（hissing）効果は非常に強い[1]。
  - 後方化していない歯茎— 。これは、歯槽堤の位置で舌尖または舌端を使って調音されることを意味する。Ladefoged & Maddieson (1996) によれば、英語話者のおよそ半数が後方化していない舌尖的調音を使っている。
  - 後方化した歯茎— 。これは、歯槽堤のわずかに後方で舌尖または舌端を使って調音されることを意味する。音響学的には、[ʒ] または舌端 [ʐ] に近い。
- 発声は有声であり、これは調音の間に声帯が振動することを意味する。
- 口音であり、これは空気が口だけから抜けることができることを意味する。
- 中線音であり、これは舌の側面ではなく、中央に沿って気流を導くことによって生み出されることを意味する。
- 気流機構は肺臓的であり、これは、ほとんどの音と同様に、肺と横隔膜だけで空気を押すことによって調音されることを意味する。

## 有声歯茎非歯擦摩擦音
有声歯茎非歯擦摩擦音（voiced alveolar non-sibilant fricative）は、子音である。国際音声字母は歯茎音のための別々の記号を持たないため（同じ記号が硬口蓋化していない全ての舌頂調音部位に対して使われる）、⟨ð̠⟩ または ⟨ð͇⟩（それぞれ後方化または歯茎化した [ð]）、⟨ɹ̝⟩（狭窄化した [ɹ]）、または ⟨d̞⟩（より広い [d]）など数多くのやり方でこの音を表わすことができる。
わずかな言語が有声歯茎たたき摩擦音も有する。この音は単に非常に短い舌尖歯茎非歯擦音摩擦音であり、舌はたたき閉鎖音の動作を行うが完全に接触はしない。IPAでは完全な閉鎖が起こっていないことを示す補助記号を使ってこの音を示すことができる。はじき摩擦音は理論的には可能だが、存在する証拠がない。

### 特徴
- 調音方法は摩擦であり、これは調音の位置で狭窄された流路を通って空気が流れる（これによって乱流が生じる）ことで生み出されることを意味する。 ただし、歯擦音の有溝舌と方向付けられた気流、または高周波数を持たない。
- 調音部位は歯茎であり、これは舌尖または舌端のいずれかを使って歯槽堤（歯茎）の位置で調音されることを意味する（それぞれ、「舌尖- 」および「舌端- 」と呼ばれる）。
- 発声は有声であり、これは調音の間に声帯が振動することを意味する。
- 口音であり、これは空気が口だけから抜けることができることを意味する。
- 中線音であり、これは舌の側面ではなく、中央に沿って気流を導くことによって生み出されることを意味する。
- 気流機構は肺臓的であり、これは、ほとんどの音と同様に、肺と横隔膜だけで空気を押すことによって調音されることを意味する。